# Schlacht von Sezawa

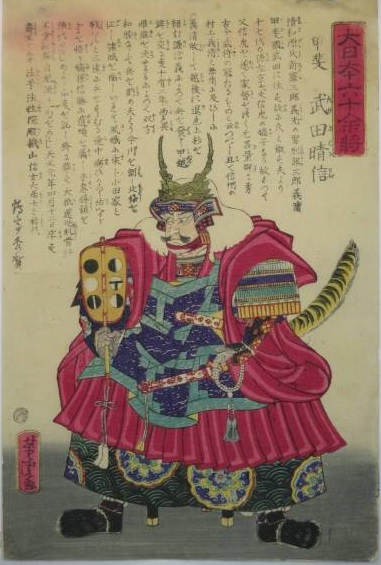
Abbildung Takeda Shingens

Die Schlacht von Sezawa (japanisch 瀬沢の戦い Sezawa no tatakai), während der Sengoku-Zeit, war die erste große Schlacht welche Takeda Shingen am 9. März 1541 bei seinem Feldzug in Sezawa (heute ein Ortsteil von Fujimi-machi, Nagano-ken) im Kreis Suwa der Provinz Shinano bestritt. Den Takeda stand ein Bündnis mehrerer lokaler Daimyōs aus den Klans der Suwa, Ogasawara und Murakami gegenüber, welche jedoch von Shingen besiegt wurden. Die Schlacht ebnete den Takeda für die darauffolgenden Jahre den Weg für ihre Eroberungen, welche bis 1553 ganz Shinano unter ihre Kontrolle bringen konnten.

## Vorgeschichte
Shingens Feldzüge in Shinano fanden während der japanischen Sengoku-Zeit im 16. Jahrhundert statt, die auch als die Zeit der streitenden Reiche bekannt ist. Nach dem Ōnin-Krieg verlor der Shōgun weitgehend die Kontrolle über das Land außerhalb der unmittelbaren Umgebung der Hauptstadt Kyoto und lokale Kriegsherren, genannt Daimyō, versuchten das entstandene Machtvakuum zu füllen, weshalb sie sich ständig bekriegten.
In einigen Teilen Japans konnte ein einziger Daimyō eine ganze Provinz kontrollieren und so war es in der Provinz Kai, nordwestlich des modernen Tokio, der Fall, welche vom Takeda-Klan dominiert wurde. Nördlich von Kai befand sich jedoch die weitläufige, bergige Provinz Shinano in der eine Reihe relativ schwacher Kriegsherren nebeneinander existierten, darunter die Klans der Suwa, Ogasawara, Murakami und Takato. Die Fragmentierung der Macht in Shinano und die zentrale, strategische Position der Provinz in der Mitte von Honshu, der größten Insel Japans, machten sie zu einem attraktiven Ziel für mächtigere Nachbarn.
Schließlich unternahm Takeda Shingens Vater, Takeda Nobutora, ab 1530 mehrere Militärexpeditionen in die Provinz. Die Feldzüge hatten nur bedingt Erfolg, wobei der junge Shingen in der Schlacht von Un no Kuchi 1536 erste Erfahrungen sammelte. 1541 usurpierte Shingen seinen Vater und wurde der Anführer des Takeda-Klans, wonach er beschloss die Feldzüge seines Vaters fortzuführen. Zu dieser Zeit war Suwa Yorishige, ein Daimyō im Südwesten von Shinano, in einen Streit um den Suwa-Taisha Schrein in der Nähe des Suwa-Sees verwickelt. Dies lieferte Shingen den notwendigen Vorwand für eine Invasion. Er erklärte den Suwa den Krieg und führte 1542 seine Armee nach Shinano, provozierte dabei jedoch die Bildung eines Bündnisses der anderen lokalen Klans um die Suwa.

## Schlacht
Shingen war zahlenmäßig stark unterlegen als die beiden Seiten bei Sezawa, südöstlich des Suwa-Sees, aufeinandertrafen. Trotzdem beschloss er zu kämpfen und plante einen Nachtangriff, welcher vom schlechten Wetter gedeckt werden sollte. Das Wagnis zahlte sich aus und es gelang ihm die Streitmächte der Suwa in die Flucht zu schlagen, nachdem er einen Hinterhalt gelegt hatte. Über den genauen Ablauf des Hinterhalts in der verregneten Nacht ist nichts bekannt. Die Takeda hatten einen überraschenden Sieg errungen, denn die Verbündeten hatten eine Streitmacht von 12.000 Mann versammelt, während Shingen nur 3.000 Mann zur Verfügung standen. Darüber hinaus gelang es ihm, etwa 3.000 Mann zu töten, wobei Shingens Streitkräfte nur ca. 500 Verluste erlitten.

## Folgen
Nach der Katastrophe von Sezawa zerbrach die Suwa-Koalition, und die Murakami und Ogasawara zogen sich in ihre Gebiete im Norden von Shinano zurück, wobei sie die Suwa Shingen überließen, der deren Territorium noch im gleichen Jahr überrannte. In den nächsten elf Jahren arbeitete sich Shingen allmählich nach Norden durch Shinano vor und vollendete schließlich 1553 die Eroberung der Provinz nachdem er die letzte Murakami-Festung in Katsurao erobert hatte. Sein Erfolg alarmierte jedoch den Uesugi-Klan in der benachbarten Provinz Echigo, welcher sich bedroht fühlte, was zu den bedeutenden Schlachten von Kawanakajima zwischen Shingen und Uesugi Kenshin führte.